# ISO 3166-2:AX
ISO 3166-2:AX é a entrada para Ilhas Åland em ISO 3166-2, parte do padrão ISO 3166 publicado pela Organização Internacional para Padronização (ISO), que define códigos para os nomes das principais subdivisões (por exemplo, províncias ou estados) de todos os países codificados em ISO 3166-1.
Atualmente não há códigos ISO 3166-2 estão definidos na entrada para Ilhas Åland.
As Ilhas Åland, uma região autónoma da Finlândia (também uma antiga província), estão oficialmente atribuído o ISO 3166-1 alfa-2 código AX desde 2004 (ver ISO 3166-1 Boletim V-9). Além disso, é também atribuído o código ISO 3166-2 FI-01 na entrada para a Finlândia.